# قره‌چای (روستا)
قره‌چای روستایی است از توابع بخش مرکزی شهرستان ساوه در استان مرکزی ایران.

## زبان
زبان کردی در این روستا رایج است.

## جمعیت
این روستا در دهستان قره‌چای قرار دارد و براساس سرشماری مرکز آمار ایران در سال ۱۳۸۵، جمعیت آن ۸۵۴ نفر (۱۷۰ خانوار) است.